# Broadhall Way
Il Broadhall Way è lo stadio di Stevenage. Attualmente è utilizzato per le partite di calcio in casa dello Stevenage Football Club, squadra di Football League Two, la quarta serie del calcio inglese. Ha una capienza di 6.722 posti.

## Dati tecnici
Lo stadio è stato inaugurato nel 1980 e può contare su una capienza di 6.722 posti a sedere, in parte coperti e così suddiviso:

I 4 settori dello stadio

- North terrace: (700 posti)
- South terrace: (1400 posti)
- West terrace: ?
- East terrace: ?

## Ubicazione
Lo stadio è distante solo un miglio dalla stazione ferroviaria di Stevenage, che è adiacente al centro storico della città.